# Reina Miyauchi
Reina (jap. レイナ), właściwie Reina Miyauchi (jap. 宮内玲奈 Miyauchi Reina) (ur. 6 stycznia 1978 w Okinawie) – japońska piosenkarka popowa, członkini byłego zespołu Super Monkey’s oraz obecnego MAX. Na scenie muzycznej debiutowała w Super Monkey’s 25 stycznia 1995 (data wydania singla Try Me ~Watashi o Shinjite~).